# Pectunculina lata
Pectunculina lata är en musselart som först beskrevs av E.A. Smith 1885.  Pectunculina lata ingår i släktet Pectunculina och familjen Limopsidae. Inga underarter finns listade i Catalogue of Life.